# Isabelle d'Angoulême
Ne pas confondre avec Isabelle de France (1295-1358) et Isabelle de France (1389-1409), qui furent aussi reines consorts d'Angleterre au siècle suivant.
Isabelle d'Angoulême ou Isabelle Taillefer (v. 1188/1192-4 juin 1246) est une aristocrate de la haute noblesse aquitaine. Elle est l'héritière de la maison Taillefer, comtesse d'Angoulême de son plein droit (suo jure).
En 1200, elle devient reine d'Angleterre (1200-1216) à la suite de son mariage avec le roi Jean sans Terre (1166-1216). Veuve, elle épouse en secondes noces, en 1220, Hugues X de Lusignan (v. 1182-1249), seigneur de Lusignan, comte de la Marche (1219-1249).

## Biographie

### Famille
Isabelle est l'unique enfant d'Aymar II (v. 1160-16 juin 1202), comte d'Angoulême (v.1186-1202), et d'Alix de Courtenay (v. 1160-12 fév. 1218), petite-fille du roi de France Louis VI (1081-1137). Isabelle est donc issue de la maison capétienne de Courtenay.
Elle est la nièce des deux précédents comtes d'Angoulême : Vulgrin III (♰ av. 29 juin 1181) et  Guillaume VII Taillefer (♰ 1186) ; ainsi que de Pierre II de Courtenay (1155-1219) et de Robert Ier de Courtenay (v. 1168-1239), seigneur de Champignelles, nommé bouteiller de France par Louis VIII,.
Elle est la cousine de Mathilde d'Angoulême (av. 1181-ap. 29 août 1233), comtesse de la Marche (ap. 1200-1219), de Robert (v. 1201-1228) et de Baudouin II de Courtenay (v. 1217/18-1273), empereurs latins de Constantinople,.

### Le mariage d'Isabelle d'Angoulême
En l'an 1199, alors qu'elle est à peine âgée d'une dizaine d'années, Isabelle est promise au seigneur de Lusignan, Hugues IX le Brun par la volonté de Richard Cœur de Lion. À la suite du décès du monarque anglais, en avril 1199, le seigneur de Lusignan, en capturant Aliénor d'Aquitaine, de passage sur ses terres, en janvier 1200, obtient l'investiture du comté de la  Marche, du nouveau roi d'Angleterre Jean sans Terre,. Leur mariage établirait Hugues IX le Brun comme futur comte d'Angoulême. Il pourrait ainsi contrôler un vaste territoire, riche et stratégique, séparant les possessions et les voies de communication en Aquitaine du roi d'Angleterre entre Bordeaux et Poitiers, centré sur la place forte d'Angoulême. Jean, voyant le danger de cette union, négocie avec Aymar qui retire Isabelle de la garde du comte de la Marche,, et passe un accord discret avec la maison Plantagenêt, qui représente un meilleur parti,.

### Reine d'Angleterre
Les chroniqueurs commentant les faits rapportent que Jean sans Terre aurait été si ébloui par la beauté d'Isabelle qu'il l'aurait ravie et épousée. En réalité, ses intentions sont bien moins romantiques et bien plus politiques. En effet, en entrant en possession du comté d'Angoulême, la famille des Lusignan serait devenue si puissante qu'elle aurait pu déstabiliser la domination du duc dans le Nord-Aquitain. C'est bien pour faire obstacle à cette menace que Jean sans Terre, sur les conseils de Philippe-Auguste, épouse la jeune fille. Le mariage a lieu à Angoulême, le 24 août 1200. Les nouveaux époux se rendent ensuite à Chinon, puis partent pour l'Angleterre, où Isabelle est couronnée le 8 octobre 1200. Ce mariage cause un grand émoi en France. Les Lusignan, Hugues IX le Brun, son frère Raoul Ier d'Exoudun, comte d'Eu, et leur oncle Geoffroy Ier de Lusignan, seigneur de Vouvant et de Mervent, se soulèvent et attaquent des places fortes du Plantagenêt en Poitou.
Un accord semble avoir été trouvé le 15 juin 1201 avant le retour des hostilités. En octobre 1201, Jean fait saisir par surprise les domaines Lusignan. Les Lusignan en appellent au roi de France, Philippe II Auguste. Ce dernier condamne finalement Jean sans Terre pour forfaiture. La commise est prononcée, le 28 avril 1202, sur ses biens au sein du royaume de France, ; biens qui doivent donc revenir au roi. Il s'ensuit trois années de campagnes militaires contre les possessions du roi Plantagenêt, qui perd la Normandie, le Maine, la Touraine, l'Anjou puis le Poitou,.
Du mariage d'Isabelle avec Jean sans Terre naissent cinq enfants qui atteignent tous l'âge adulte. Les chroniqueurs contemporains mentionnent qu'elle serait infidèle. Quoi qu'il en soit, elle n'est que rarement en compagnie de son époux après 1205. En 1214, ils vont ensemble à Poitiers, Jean ayant finalement réussi à prendre le contrôle de l'héritage d'Isabelle, le comté d'Angoulême auquel il rattache les seigneuries de Cognac, Jarnac et Merpins.
Durant la première guerre des Barons, qui oppose une partie des barons anglais au roi, elle est mise en relative sécurité dans l'ouest du royaume.

### Comtesse de la Marche
À la mort de Jean sans Terre en octobre 1216, son fils aîné devient roi d'Angleterre sous le nom d'Henri III. Il semble que la comtesse-reine ait alors été exclue du cercle restreint des nouveaux conseillers du roi, son fils. Elle se voit aussi confisquer une partie de son douaire, à la suite de quoi elle abandonne ses enfants en Angleterre et part en France pour pouvoir s'occuper de son héritage.
Durant les trois années suivantes, elle reprend progressivement le contrôle effectif de ses terres, écartant peu à peu les administrateurs qu'avait nommés son mari. En avril ou mai 1220, elle épouse Hugues X de Lusignan, comte de la Marche,,,, le fils de son ancien fiancé. Celui-ci vient de succéder à son père en 1219 et leur mariage permet de former un vaste ensemble territorial avec les fiefs Lusignan en Poitou, la Marche et l'Angoumois ce que Jean sans Terre redoutait en 1200.
Hugues X de Lusignan demande immédiatement à entrer en possession du douaire de sa femme. Henri III d'Angleterre lui donne donc les terres anglaises, normandes, et surtout les seigneuries de Saintes et Niort. En 1221, après une dispute, ses terres anglaises sont brièvement saisies. Elles sont définitivement confisquées en juin 1224, lorsque Hugues X s'allie au roi de France Louis VIII, ce qui déclenche l'invasion du Poitou par les armées françaises.

#### Le traité de Bourges (1224)
En mai 1224, Hugues X de Lusignan fait hommage lige à Louis VIII en contrepartie de Saintes, des droits comtaux sur la Saintonge, d'Oléron et de la vicomté de Châtellerault pour son parent Geoffroy II de Lusignan,. Ce changement d'alliance fait passer sous domination capétienne le nord aquitain : Poitou, Saintonge, Angoumois, Marche et fragilise Bordeaux et les possessions anglaises de Gascogne. Louis VIII ne conquiert pas réellement le Poitou par cet accord, il en chasse simplement le roi d'Angleterre et ses agents et remplace leur domination lointaine par la sienne. Le traité de Bourges amorce le contrôle capétien du Poitou aux dépens de ses concurrents Plantagenêt.
À cette époque, Isabelle d'Angoulême et Hugues X de Lusignan font partie des grands barons du royaume de France. Le couple possède l'Angoumois, la Marche, la Saintonge, une partie de l'Aunis, Oléron et plusieurs domaines et places fortes en Poitou. Ses possessions sont à la frontière des domaines  Plantagenêt et Capétiens. Sans leur autorisation aucun des deux souverains ne peut entrer en Angoumois. Isabelle d'Angoulême et son époux ont créé un État dans l’État, quasi indépendant.
L'effondrement de l'autorité de la couronne anglaise dans le nord-aquitain et la faible influence du pouvoir capétien, permet au couple de mener une politique expansionniste et de surenchère. Cependant, si la domination du couple Lusignan-Taillefer est incontestable sur le "Grand Poitou",, l'opportunité qu'il a offert aux Capétiens d'installer leur légitimité sur une partie de l'héritage d'Aliénor d'Aquitaine est annonciateur des évènements de 1241.
Hugues X échoue dans sa conquête de l'Aquitaine et de Bordeaux. La menace d'un débarquement anglais, qui avait pesé sur l'Aunis en mai 1226, incite le seigneur de Lusignan à renouer diplomatiquement avec le fils aîné d'Isabelle. Durant le siège d'Avignon, pendant l'été 1226, Hugues X de Lusignan s'entend avec deux autres grands seigneurs que sont Pierre Ier Mauclerc, duc de Bretagne et Thibaut IV, comte de Champagne,. Par l'entremise du duc de Bretagne, il obtient le 19 octobre l'assurance que s'il acceptait de se rallier au roi d'Angleterre le traité du 27 mars 1224 serait observé.
Le décès prématuré de Louis VIII, de dysenterie aiguë à Montpensier le 8 novembre 1226, laisse la couronne à un jeune souverain de douze ans et va bouleverser l'équilibre politique du royaume. Le sacre du jeune Louis IX a lieu le 29 novembre 1226 ; Hugues X de Lusignan et Isabelle d'Angoulême en sont absents.
Toutefois, en 1226, la mère et le fils se réconcilient : le 18 décembre, Henri III Plantagenêt propose un nouveau traité qui doit faire revenir à son service le comte de la Marche, le vicomte de Thouars et le seigneur de Parthenay. En échange de l'hommage et de la fidélité du comte de la Marche, le roi d'Angleterre accepte de lui remettre en fief, transmissible à ses héritiers, Saintes et la Saintonge, Pont-l'abbé, la forêt de Baconais, l'île d'Oléron, les châteaux de Merpins et de Cognac et d'autres importantes concessions, comme la ville de Niort. Le 20 décembre, l'ambassadeur d'Henry III, l'archidiacre de Chichester porteur du traité, arrive à Lusignan en même temps que celui de Blanche de Castille. Hugues X informe Henri III qu'il va rencontrer la régente le 2 février 1227. Le couple ouvre ainsi une politique des enchères entre Capétiens et Plantagenêt qui va se concrétiser par le traité de Vendôme.

#### Le traité de Vendôme (1227)
Le 16 mars 1227, Isabelle Taillefer et son époux, rencontrent la reine Blanche à Vendôme. Le jeune Louis IX, sur les conseils de sa mère, est des plus magnanimes et reçoit leurs hommages. Hugues X de Lusignan se fait octroyer par la reine Blanche de Castille la somme colossale de 10 600 livres tournois par an pendant dix ans. La perte du douaire d'Isabelle d'Angoulême est compensé. Leur fils aîné, le futur Hugues XI le Brun, sera marié à Isabelle de France, unique sœur de Louis IX, et leur fille Isabelle promise à Alphonse de Poitiers, frère cadet du roi. En contrepartie, Hugues X de Lusignan doit rendre à la régente tous les biens qu’il tenait de Louis VIII le Lion. Il promet, en outre, la soumission de ses vassaux et surtout de ne pas s’allier aux ennemis du royaume.
Cependant, le projet de mariage entre Alphonse de France avec Isabelle de la Marche est refusé par la papauté à cause de leur consanguinité au quatrième degré. De plus, de nouvelles priorités politiques, validées lors du traité de Paris le 12 avril 1229,, enterrent définitivement ce qui a été décidé à Vendôme. Alphonse de Poitiers épouse en 1234, Jeanne, l’héritière du comté de Toulouse.
L'étude des enchères qui opposent les rois de France et d'Angleterre entre 1223 et 1242 montre qu'à partir de 1227, il n'est pas question pour Isabelle et le comte de la Marche, son époux, de remettre en question leur allégeance capétienne.

### La révolte de 1242
Hugues X conserve le château et la ville de Saint-Jean-d'Angély ainsi que le grand fief d'Aunis jusqu'en 1241, année où Alphonse, frère cadet de Louis IX, est déclaré majeur et reçoit le comté du Poitou en application du testament de leur père Louis VIII. Cette même année, en juillet à Poitiers, Hugues X de Lusignan prête hommage au comte Alphonse de Poitiers. Cependant, Isabelle et Hugues n'acceptent pas de perdre l'autonomie qu'ils avaient auparavant : le 15 octobre 1241, Hugues X de Lusignan établit une alliance défensive avec le comte Raymond VII de Toulouse et le roi Jacques Ier d'Aragon.
C'est sans doute sous l'influence d'Isabelle qu'Henri III d'Angleterre et Hugues X organisent un front commun contre le roi de France Louis IX et son frère Alphonse de Poitiers afin de ne pas perdre la domination que le couple exerce sur le nord de l'Aquitaine. En décembre 1241, Henri III renonce à de nombreux droits qu'il possède en Aquitaine, notamment sur les châtellenies de Jarnac, Cognac, Merpins en faveur du couple et de leurs héritiers en échange de leur hommage et de leur service,. Le même mois, Hugues X insulte le comte Alphonse de Poitiers dans son palais et retire son allégeance. À la tête d'une partie de la noblesse d'Angoumois et de Saintonge, Hugues et Isabelle se liguent contre leur suzerain. À ce soulèvement s'associent plusieurs seigneurs poitevins et gascons. Hugues X reçoit le soutien de Raymond VII, comte de Toulouse, et l'aide du roi d'Angleterre et de son frère Richard, comte de Cornouailles.
Le roi anglais organise alors, à grands frais, une intervention armée et débarque à Royan le 13 mai, avant de rejoindre à Pons son beau-père, Hugues X de Lusignan. Ses troupes sont battues à Taillebourg, le 21 juillet 1242 puis le surlendemain à Saintes. C'est à la suite de cette défaite que le couple, vaincu et contraint, se soumet au roi de France.

#### La défaite
Le 1er août 1242 à Pons, Isabelle, son époux et leurs enfants se soumettent à Louis IX. Le règlement de la révolte féodale est sévère : le roi de France garde les terres conquises et les attribue à son frère Alphonse de Poitiers ; soit un tiers des domaines Lusignan est confisqué. Le roi reçoit Hugues X et Isabelle à hommage lige pour le comté d'Angoulême.
Le 3 août, Louis IX impose en outre à Hugues X la remise pour quatre ans de ses châteaux de Merpins et Château-Larcher, pour huit ans du château de Crozant, à charge pour le couple de payer les frais de garde,,,. De plus, les fils d'Isabelle et d'Hugues X devront prêter hommage au comte de Poitou pour les possessions qu'ils recevront de leurs parents en héritage,, morcelant encore plus le lignage principal.

### Succession et testament
En mars 1243, au couvent des franciscains à Angoulême, Isabelle Taillefer et Hugues X de Lusignan partagent leurs domaines entre leurs enfants,.

### Retraite, décès et sépulture

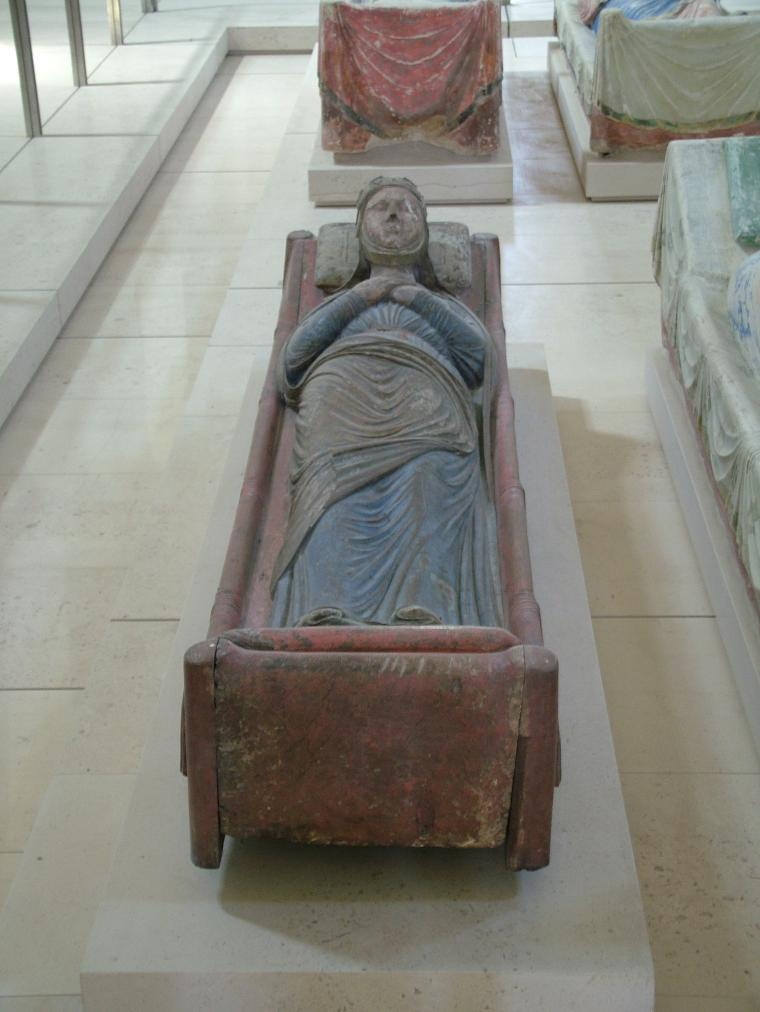
Gisant d'Isabelle d'Angoulême
Abbaye Notre-Dame de Fontevraud..

Isabelle d'Angoulême se retire peu après, en 1243, à l'abbaye de Fontevraud. C'est là qu'elle meurt, le 4 juin 1246,,,,, après avoir pris le voile sur son lit de mort. Elle est inhumée dans la salle capitulaire de l'abbaye. En 1254, son fils Henri III fait transférer son corps à l'intérieur de l'abbatiale, dans une tombe proche de celles de ses ancêtres Plantagenêt. Toutefois, un historien local angoumoisin mentionne son tombeau dans la chapelle Saint-Nicolas de l'abbaye de La Couronne, près de celui de son père le comte Aymar et d'un de ses fils Vulgrin mort jeune, tombeau qu'on pouvait encore voir à son époque au XVIe siècle, avant la ruine de l'abbaye. Malgré d'importantes tensions familiales, des obsèques sont célébrées en Angleterre, et des dons à des maisons religieuses sont faits en son nom.

### Personnalité
Pour l'historien britannique Nicholas Vincent, Isabelle d'Angoulême semble avoir été une femme de caractère, puisqu'elle fut capable d'imposer sa domination sur son comté d'Angoulême. Elle manqua néanmoins d'affection maternelle pour ses enfants anglais issus du roi Jean sans Terre, puisqu'elle les abandonna en Angleterre en 1217. Pour Vincent, son caractère difficile, altier, relevé par quelques chroniqueurs, peut peut-être s'expliquer par son mariage précoce.
Après la mort de sa mère, Henri III s'occupe de ses demi-frères et sœurs et contribue à leur enrichissement. En 1247, il en fait venir quatre à Westminster. Aymar de Lusignan se voit proposer un siège épiscopal, étudie à Oxford, et devient évêque de Winchester en 1250 ; Guillaume Ier de Valence est marié à Jeanne de Montchenu, une cohéritière de la famille le Maréchal qui lui apporte le comté de Pembroke ; enfin, Alix de Lusignan épouse Jean Ier de Warenne, 6e comte de Surrey,. Ces rapprochements avec les Lusignan effectués par Henri III ont probablement aussi une vocation politique : en effet, à cette époque, le roi anglais craint une invasion française du duché d'Aquitaine.

## Mariages et descendance
Isabelle se marie deux fois, en 1200 et en 1220, et donne naissance à quatorze enfants, tous parvenus à l'âge adulte.

### Jean sans Terre
Jean d'Angleterre dit Jean sans Terre (24 déc. 1166-19 oct. 1216), est le cinquième et dernier fils d'Henri II Plantagenêt (5 mars 1133-6 juill. 1189) et d'Aliénor d'Aquitaine (v. 1124-31 mars/1er avril 1204). Jean, déjà seigneur d'Irlande depuis 1185, hérite de la totalité des vastes domaines de son frère Richard Cœur de Lion (8 sept. 1157-6 avr. 1199). Il est reconnu roi d'Angleterre, duc d'Aquitaine, de Normandie, comte du Maine, de Touraine, d'Anjou et de Poitou en 1199 aux dépens de son neveu Arthur de Bretagne (29 mars 1187-3 avr. 1203).
Son règne est marqué par la perte, dès 1204, de plusieurs fiefs historiques et stratégiques de la maison Plantagenêt sur le continent : duché de Normandie, comté du Maine et d'Anjou, confisqués par le roi de France Philippe Auguste,. À la suite de sa défaite à la Bataille de Bouvines en 1214, et confronté aux exigences de la haute aristocratie, Jean est contraint d'accepter la Grande Charte en 1215,.
Isabelle, âgée tout au plus d'une dizaine d'années, peut-être moins, épouse le roi Jean d'Angleterre à Angoulême, le 24 août 1200,,,.

### Postérité
Isabelle a cinq enfants de sa première union avec le roi Jean d'Angleterre :
- Henri III d'Angleterre (1er oct. 1207-16 nov. 1272), succède à son père sur le trône comme roi d'Angleterre, seigneur d'Irlande, duc de Normandie et d'Aquitaine (1216-1272). Il épouse, en 1236, Éléonore de Provence (1223-26 juin 1291) ;

- Richard d'Angleterre dit Richard de Cornouailles (5 janv. 1209-2 avr. 1272), comte de Cornouailles (1225-1272), élu roi de Germanie (1256), puis couronné roi des Romains (1257-1272). Il a trois épouses successives : Isabelle le Maréchal (9 oct. 1200-17 janv. 1240), Sancie de Provence (v. 1225/28-9 nov. 1261) et Béatrice de Falkenbourg (v. 1254-17 oct. 1277) ;
- Jeanne d'Angleterre (22 juill. 1210-4 mars 1238), épouse Alexandre II (24 août 1198-6 juill. 1249), roi d'Écosse (1214-1249) ;
- Isabelle d'Angleterre (1214-1241), épouse Frédéric II Hohenstaufen (26 déc. 1194-13 déc. 1250), roi de Sicile(1198-1250), duc de Souabe (1212-1216), roi des Romains (1212-1250), empereur du Saint-Empire (1215-1250) et roi de Bourgogne-Provence (1215-1250) ;
- Aliénor d'Angleterre (1215-13 avr. 1275). Elle épouse en premières noces Guillaume II le Maréchal (v. 1190-6 avr. 1231), 2e comte de Pembroke, puis en secondes noces Simon V de Montfort (1208-4 août 1265), 6e comte de Leicester.

### HuguesXde Lusignan
Hugues X (v. 1182-5 juin 1249), seigneur de Lusignan, comte de la Marche (1219-1249), est le fils unique d'Hugues IX le Brun, comte de la Marche, (1151-1219), et de sa première épouse dont l'identité reste inconnue. Hugues X de Lusignan est au centre d'un influent réseau politique et familial implanté dans le Poitou. Il est apparenté aux rois de Chypre, Hugues Ier (♰ 1218) et Henri Ier de Lusignan (♰ 1253).

### Postérité
De sa seconde union en 1220, avec Hugues X de Lusignan, naissent neuf enfants :
- Hugues XI le Brun (v. 1221-6 avr. 1250), seigneur de Lusignan, comte d’Angoulême et comte de la Marche. Il épouse en janvier 1236 Yolande de Bretagne (1218-15 oct. 1272), dame du Pallet et comtesse de Penthièvre, fille de Pierre de Dreux et d'Alix de Thouars, comtesse de Richmond, duchesse de Bretagne.
- Guy de Lusignan (v. 1222-ap. 28 août 1288), seigneur de Cognac, d'Archiac et de Merpins ; sans postérité connue.
- Geoffroy Ier de Lusignan (v. 1223-av. 4 mars 1274), seigneur de Jarnac, de Château-Larcher et de Châteauneuf, dès 1246, et seigneur de Montignac en 1248. Il épouse avant 1246 Almodis (v. 1230-ap. 1248) qui lui apporte le château de Sainte-Hermine. Veuf, il épouse en secondes noces, avant 1259, Jeanne de Châtellerault (1243-1315).
- Agathe de Lusignan (1224-ap. 1269) épouse Guillaume II de Chauvigny (1224-1271), seigneur de Châteauroux ; ils ont :
  - Guillaume III de Chauvigny (av. 4 sept. 1256-1322), seigneur de Châteauroux[100].
- Isabelle de la Marche (v. 1225-14 janv. 1300), épouse (v. 1243/44) Maurice IV de Craon (av. 1226-av. 27 mai 1250) seigneur de Craon, Sablé, sénéchal d’Anjou, de Touraine, du Maine (1249-1272).
- Marguerite de Lusignan ou Marguerite de la Marche (v. 1226-22 oct. 1288) épouse, vers le mois de février 1243, Raymond VII (1197-27 sept. 1249), comte de Toulouse. Son mariage est invalidé par le Siège apostolique pour cause de parenté. Séparée, elle épouse par la suite Aimery IX, vicomte de Thouars (av. 1239-1250), et en 3e noces, après 1257, Geoffroy VI de Châteaubriant (av. 1248-1284), seigneur de Pouzauges.
- Guillaume Ier de Valence (v. 1227-13 juin 1296), seigneur de Montignac, de Bellac, de Rancon, de Champagnac, de Wexford et comte de Pembroke. Il épouse avant le 13 août 1247 Jeanne de Montchenu ou de Munchensy(en) (av. 1234-av. 20 sept. 1307). Jeanne est la petite-fille de Guillaume le Maréchal et lui apporte le comté de Pembroke et la seigneurie de Wexford en Irlande. Par cette union, Guillaume devient l'un des barons les plus puissants d'Angleterre grâce à l'appui politique de son frère utérin, Henri III Plantagenêt.
- Aymar de Lusignan (1228-4 déc. 1260), seigneur de Couhé, est clerc en 1247, évêque de Winchester (1250-1260), successeur de Guillaume de Raley. Aymar est élu le 4 novembre 1250, élection confirmée à Lyon par le pape Innocent IV le 14 janvier de l'année suivante. Il meurt à Paris et est inhumé à l'église Sainte-Geneviève.
- Alix de Lusignan (v. 1229-1256), épouse en 1247 Jean Ier de Warenne (1231-1304), comte de Surrey, de Sussex et gardien d'Écosse. Neuvième et dernier enfant du couple, elle porte le prénom de sa grand-mère maternelle, Alix de Courtenay.

## Sceaux

### Sceau [1227-1246]
Avers : Navette, 94 × 65 mm,,,,,.
Description : Dame debout, de face, coiffée d'un touret, la robe serrée à la taille, portant un manteau posé sur les épaules et plissé aux pieds, tenant de la main droite une branche fleurie et la main gauche portant un oiseau.
Légende : ✠ YSABEL DI GR..... REGIN • ANGLIE DNA HYBERNIE
Légende transcrite : Ysabel Dei gratia Regina Anglie domina Hybernie
Références
Contre-sceau 1243 : Navette, 94 × 65 mm,,,,,
Description : Dame debout, de face, coiffée d'une guimpe, la robe serrée à la taille, portant un manteau, tenant de la main droite une branche fleurie et de la main gauche une croix sur laquelle est posé un oiseau.
Légende : ✠ YSABELLA DVCISSA NORMAN ET AQUIT COMMIT ANDEGAVORUM
Légende transcrite : Ysabella Ducissa Normanie et Aquitanie Commitissa Andegavorum
Références

## Fiction
Dans le film  Robin des Bois de Ridley Scott, sorti en 2010, son rôle est joué par Léa Seydoux.

## Sources et bibliographie

### Sigillographie
- SIGILLA : base numérique des sceaux conservés en France, « Isabelle d'Angoulême », sur sigilla.org, Université de Poitiers. [lire en ligne]
- Sigillographie du Poitou jusqu'en 1515 : étude d'histoire provinciale sur les institutions, les arts et la civilisation d'après les sceaux, éd. François Eygun, Poitiers, Société des Antiquaires de l'ouest, 1938.